# Theodor Schwarz (Theologe)
Adolph Philipp Theodor Schwarz (* 1. September 1777 in Wiek; † 10. Februar 1850 ebenda) war ein deutscher evangelischer Pfarrer, Schriftsteller und Maler. Er schieb unter den Pseudonymen Theodor Melas und Theodor Pyl.

## Leben
Theodor Schwarz war ein Sohn des Präpositus Georg Theodor Schwarz († 1814) und dessen Ehefrau Eleonore, geb. Stegemann. Mit seinen Geschwistern erhielt er Unterricht durch den Privatlehrer M. Carl Brismann (1760–1800), mit dem er 1788 nach Greifswald ging, wo Brismann Professor der Mathematik wurde. Der Vater stammte aus einer der ältesten Greifswalder Bürgerfamilien und war Nachfahre der Barockdichterin Sibylla Schwarz.

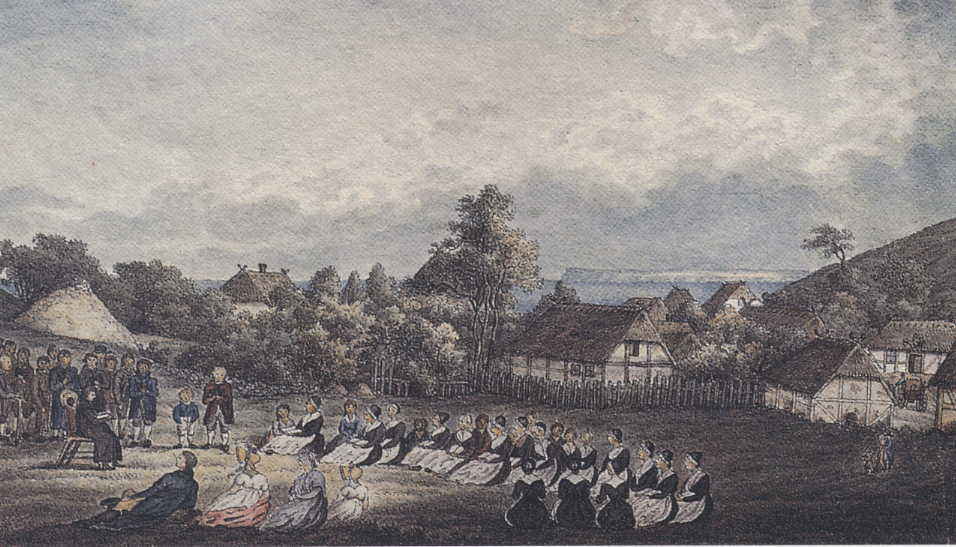
Uferpredigt bei Vitt. Aquarell von Theodor Schwarz

In Greifswald befreundete sich Theodor Schwarz mit Karl Schildener, Friedrich Muhrbeck, Hermann Baier und Johann Erichson und ging mit diesen an die Universität Jena. Bei Johann Jakob Griesbach hörte Schwarz theologische Vorlesungen und begegnete in dessen Haus auch Goethe und Schiller.
Dank einer frühen Zeichenausbildung, vermutlich bei Johann Gottfried Quistorp, erschloss er sich malend die Natur der Insel Rügen und pries die Aussichten dieser Landschaft wie kaum ein anderer. Mit dem Maler Jakob Roux unternahm Schwarz 1800 eine Reise durch die Sächsische Schweiz und nach Dresden. 
1801 kehrte Schwarz nach Rügen zurück, unterstützte anfangs seinen Vater im Pfarramt, war dann mehrere Jahre Erzieher im Haus des Propstes v. Schwerin in Schonen und des Generals v. Schwerin in Stockholm. 1814 übernahm er das Pfarramt seines Vaters.
Schwarz war verheiratet mit Philippine Hahne, der Tochter eines Kieler Etatsrats. Sein Sohn Friedrich (1811–1883) wurde Pfarrer in Altefähr, der Sohn Karl (1812–1885) Theologe in Halle und Gotha.
Seine Schwester Charlotte war verheiratet mit dem Stettiner Gymnasialdirektor Karl Friedrich Wilhelm Hasselbach (1781–1864).

## Werke
- Das Wesen des heiligen Abendmahls. 1825. (Magisterarbeit)
- Ueber religiöse Erziehung. 1834. (Promotionsschrift)
- Erwin von Steinbach. Roman, 3 Bände, 1834.
- Joseph Sannazar. 1837.
- Das gebrochene Wagenrad. 1836–1844.
- Hymnen an den Tod. 1840.
- Parabeln. 1840
- Der warnende Hausgeist, eine schwedische Prediger-Idylle. 1846.
- Der Pantheist.: ein episches Idyll, Leipzig 1846
- Letzte Worte an seine Gemeinde. 1849.